# Kristina Håkansdotter

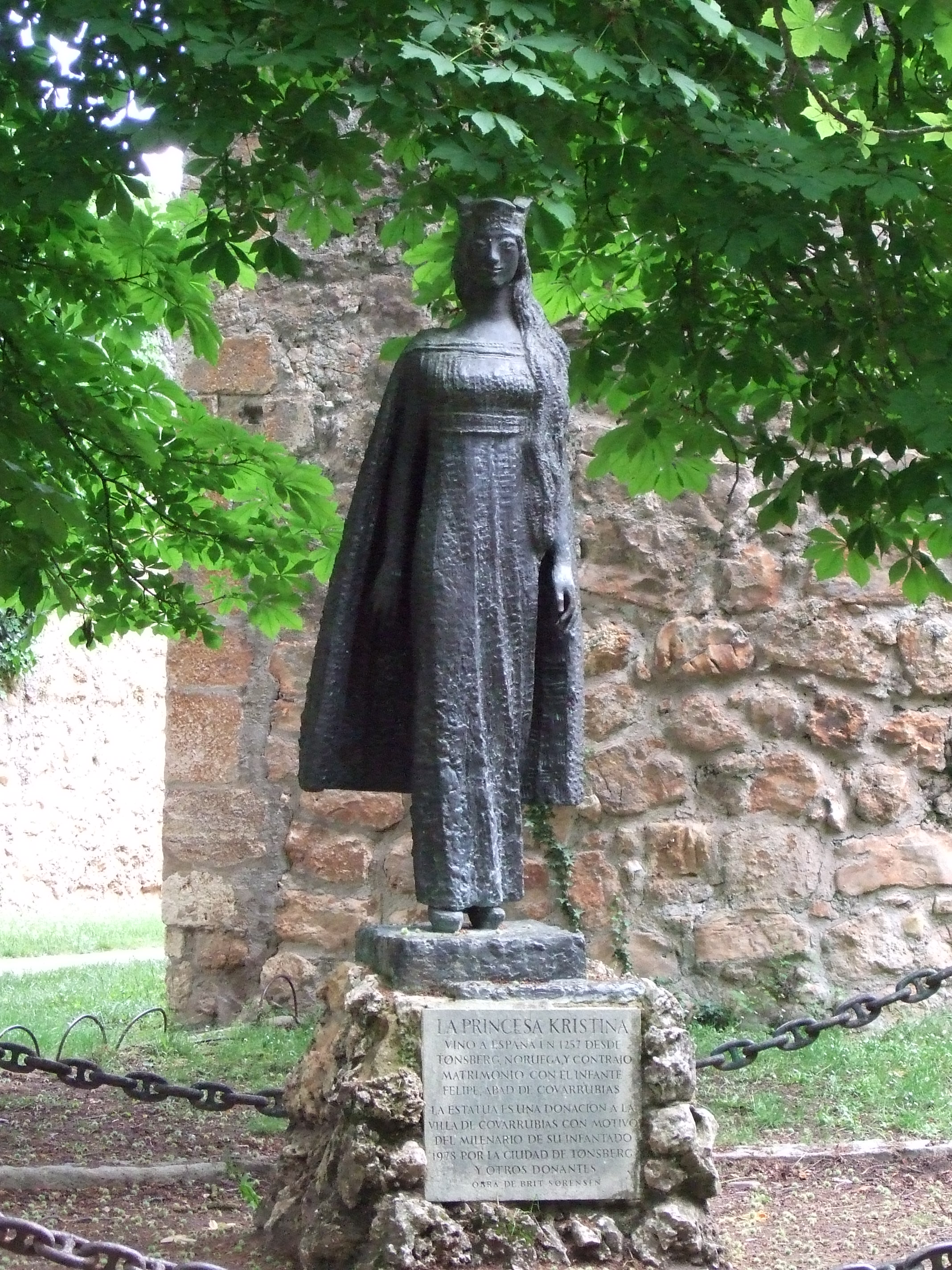
Staty av Kristina Håkansdotter i Covarrubias

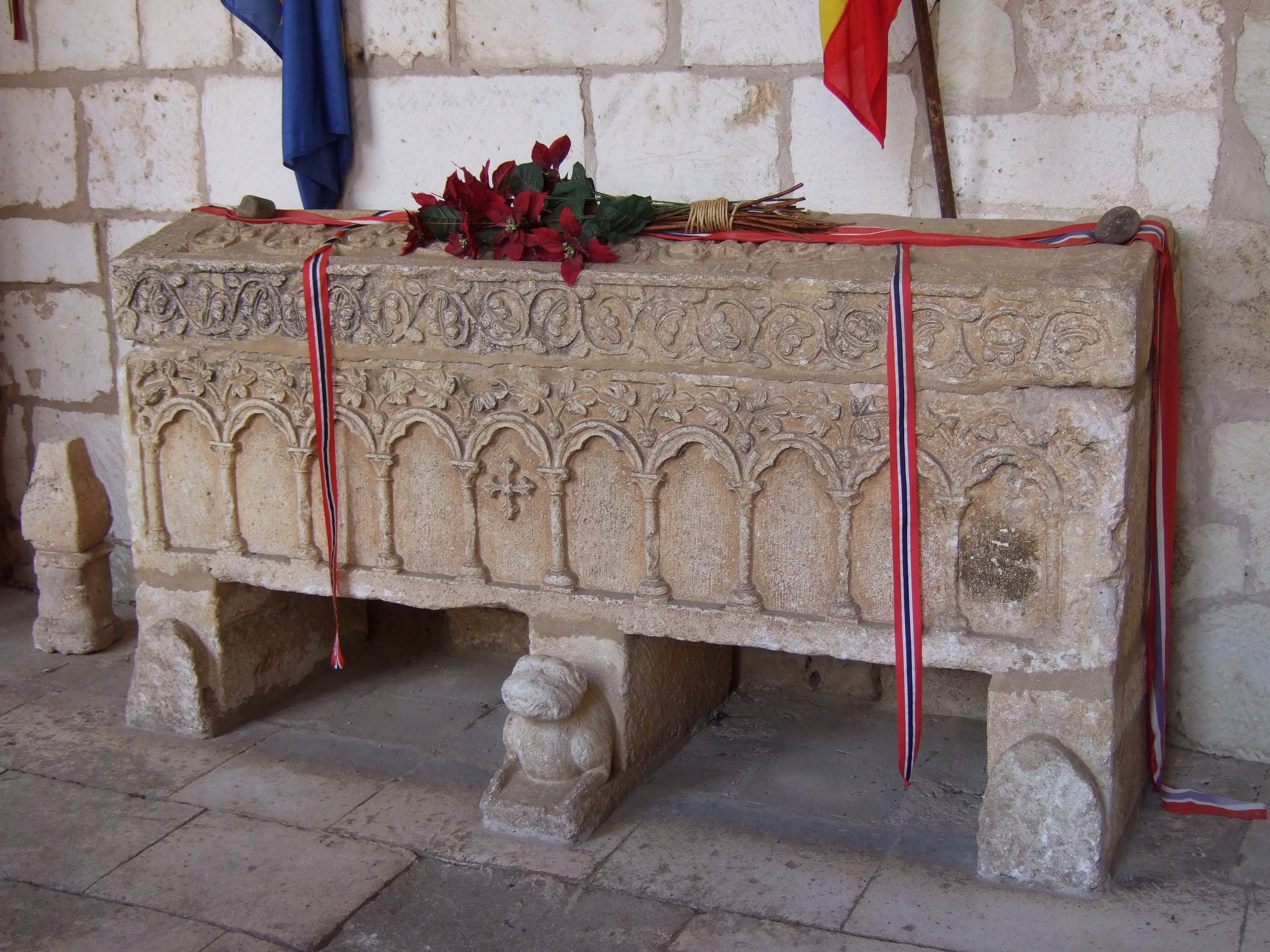
Sarkofagen

Kristina Håkansdotter, född 1234 i Bergen, död 1262 i Sevilla, var norsk prinsessa, dotter till Håkon Håkonsson och hans hustru Margaret Skulesdatter. Hon gifte sig 1258 med prins Filip av Asturien (infanten Felipe Fernandez de Valdecorneja), död 1274. De bosatte sig i Sevilla. Som en del av en allians var hon förlovad med Philip, bror till Alfons X av Kastilien. De gifte sig 1258, och hon bodde i Kastilien till sin död fyra år senare. Traditionen säger att Christina önskade att en kyrka tillägnad Olof den helige skulle byggas i Kastilien. 750 år senare byggdes "en moderniserad version av [en] enkel förromersk kyrka" och invigdes i Covarrubias, Spanien.

## Medeltida källa
Den primära källan om Christina är islänningen Sturla Þórðarson, (Sturla var en brorson till Snorri Sturluson och hade kommit till Norge 1263). Sturla fick i uppdrag av Kristinas bror, Magnus Lagaböter, (kung Magnus VI av Norge), att skriva sin fars saga (Sagan om Håkon Håkonsson) strax efter det att kung Håkon hade dött på Orkneyöarna den 16 december 1263. I samband med berättelserna i sagan, skulle Sturla ha kunnat intervjua samtida till kungen och dem som hade gjort resan till Spanien med Christina.

## Resan till Spanien

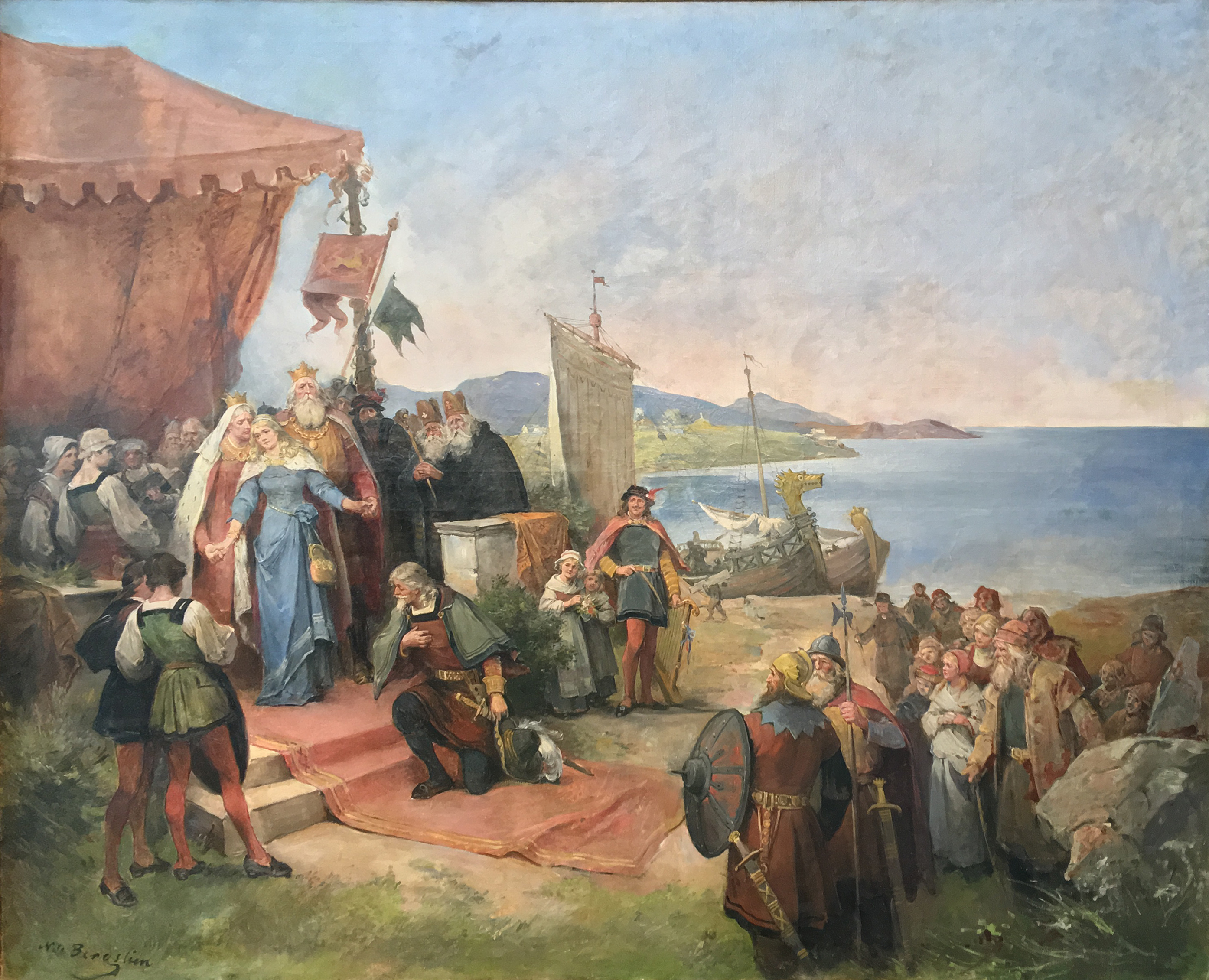
Historiemålningen "Christinas avresa till Spanien" (på norska: "Kristinas avreise til Spania") av Nils Bergslien (1853–1928) visar prinsessan på väg till Spanien 1257. Målningen finns utställd i det allmänna biblioteket i Tønsberg, Norge.

Christina lämnade Tønsberg sommaren 1257 – processionen bestod av mer än 100 personer. Efter att ha korsat Nordsjön till Yarmouth, England, korsade de Engelska kanalen till Normandie – och fortsatte sin resa över Frankrike på hästryggen till den spanska gränsen till Katalonien. I Barcelona möttes sällskapet av kung Jakob I av Aragonien, (far till Violanta av Aragonien, hustru till kung Alfonso X), som betogs av Christinas skönhet. På julafton 1257 logerade sällskapet i klostret Santa María la Real de Las Huelgas i Burgos; ett kloster som har överlevt intakt till modern tid.
Kristina insjuknade och dog endast 28 år gammal och begravdes i Covarrubias, Burgos.

## Gravöppning
1952 öppnades hennes sarkofag av hantverkare, medan de var mitt uppe i ett restaureringsarbete. Kyrkoherden i Covarrubias, Fader Rufino Vargas Blanco, visades ett stycke skriftligt pergament som hittades i kistan. Locket byttes ut, för att senare öppnas officiellt 1958, delvis baserat på ett kyrkomanuskript från 1757 som angav att detta var Infanta Christinas viloplats. (Året 1958 var det 700 år sedan äktenskapet ingicks).

## Arvet från sagan
Städerna Tønsberg och Covarrubias har ingått ett vänortsavtal som ett resultat av denna gamla koppling. 1978 avtäcktes en staty av Infanta Christina av konstnären Brit Sørensen i Covarrubias och en kopia placerades senare i Tønsberg. Prinsessan Kristinas stiftelse har bildats för att främja arbetet med att bevara och främja de kulturella och historiska banden.
Traditionen säger att Christina hade önskat att en kyrka skulle byggas i Spanien tillägnad Olov den helige. "En moderniserad version av den enkla förromerska kyrkan", designad av arkitekten Pablo López Aguado, har byggts i Covarrubias, Spanien. "Island, Liechtenstein och Norge har finansierat nära 40 % av den totala kostnaden för projektet. Lokala spanska myndigheter samt flera spanska och norska företag är bland de andra bidragsgivarna." 750 år senare byggdes en kyrka och vigdes till Olov den helige den 18 september 2011 i Covarrubias. Representanter från både Spanien och Norge var närvarande vid öppningen, liksom mer än 1 300 åskådare. Sedan flera år tillbaka har området Covarrubias blivit en sorts pilgrimsfärd för besökare från Norge för att besöka den sista viloplatsen för en dotter av Norge.